# أحمد قايد
أحمد قايد، يعرف أيضا باسم القائد سُليمان، ولد في 17 مارس 1921 في تيارت، توفي 5 مارس 1978 في الرباط بالمغرب. كان سياسياً مؤيداً لإستقلال الجزائر، وعضو في جبهة التحرير الوطني.
بعد إكمال خدمته العسكرية خلال الحرب العالمية الثانية، التحق بـ الاتحاد الديمقراطي للبيان الجزائري وأصبح «مستشار مدينة تيارت» من عام 1951 إلى عام 1954. وأنضم إلى جبهة التحرير الوطني في عام 1956، و أصبح بعدها مُساعد إلى هواري بومدين عام 1958.

## المناصب التي شغلها
- 1963-1964 : وزير السياحة.
- 1965-1968 : وزير المالية.
- 1967-1974 : الأمين العام لجبهة التحرير الوطني.

## روابط خارجية
- أحمد قايد على موقع مونزينجر (الألمانية)